# زبادة ملقة
زَبَادَة مَلَقَّة أو الرِّسّ أو الزباد الهندي الصغير (الاسم العلمي: Viverricula indica) جنس من الثدييات من فصيلة الزباديات، ينتشر في جنوب آسيا وجنوب شرق آسيا وهو حيوان أصيل في تلك المناطق، وهو من أشهر الزباديات التي تطلق رائحة تشبه المسك. وهو جنس وحيد لا يحوي أنواع أخرى.